# 앨리스 스미스 스쿨
쿠알라 룸푸르 앨리스 스미스 스쿨(Kuala Lumpur Alice Smith School)은 말레이시아의 12년제 사립 국제 초중고등학교이다.

## 교내 연혁
1946년 첫 개교되어 현재에 이르고 있는 아시아 국가에서 제법 이름 있는 국제 학교라 알려져 있다.